# Балдуин VII
Балдуин VII (Фландрия) (на френски: Baudouin VII de Flandres; 1092/1093 — 17 юни 1119, погребан в Сен-Бертине) е 12-и граф на Фландрия в периода 1111 – 1119 г.

## Живот
Балдуин е син на Робер II Фландърски и Клеменс Бургундска.
Балдуин VII става граф на Фландрия след смъртта на баща си. Скоро след това Луи VI, крал на Франция, потвърждава неговите права и го прави рицар, защото се бои от претенции на Балдуин III, граф на Ено – потомък на Арнулф III, граф на Фландрия, лишен от правата над Фландрия от Робер Фризиец. Френският крал, по този начин, може да разчита на поддръжката на Балдуин в своята борба против английския крал Хенри I.
Първоначално Балдуин VII поделя с Клеменс управлението на фландърската част на Бургундия. Но през 1113 г. встъпва в конфликт с майка си. Тогава Клеменс обявява за свои владенията, в които влиза почти една трета от Фландрия, които и е предоставил Роберт II – баща на Балдуин VII. Балдуин разглежда поведението на майка си като сериозно посегателство на неговите права.
Като своите предшественици, Балдуин поддържа градовете и пазарите. Влага големи усилия, да обезпечи законност и порядък в страната си. Така той приема решителни действия против престъпниците, разбойниците и метежните дворяни.
Негови главни противници са Валтер II, граф Хесдин и Хуго II, граф Сен Пол. С двамата Балдуин достига мирно споразуние. Градовете му служат в борбата против непокорните дворяни. Своят прякор Балдуин получава заради своите енергични мерки против нарушителите на спокойствието в страната.
След убийството на датския крал Кнут, Адела (леля на Балдуин) бяга със сина Карл Датски във Фландрия.

## Наследство
Балдуин умира бездетен, затова основният клон на Фландърския дом се пресича. Преди смъртта си прави свой наследник Карл Датски. Всички знатни дворяни на Фландрия и неговата майка Клеменс принасят клетва за вярност на неговия приемник.